# Zungenbrennen
Zungen- und Mundschleimhautbrennen (Glossodynie, Burning-mouth-Syndrom, BMS) ist ein Symptom in Form von chronischen Missempfindungen, Schmerzen und Brennen an den Zungen- oder Mundschleimhäuten. Häufige Ursachen sind mechanische Belastungen durch Zungenpressen oder Zungenreiben an Zahnkanten oder schlecht sitzenden Zahnprothesen oder auch Zungenautomatismen wie Saugen oder Pressen. Gegenüber diesen durch Verhaltensmuster hervorgerufenen Symptomen kann Zungenbrennen auch Krankheitszeichen von Lokal- oder Allgemeinerkrankungen sowie eine Folge von Nebenwirkungen von Medikamenten sein. Häufig werden auch neuronale und psychische Ursachen vermutet.

## Symptome
Am häufigsten tritt Zungenbrennen an der Zungenspitze oder am seitlichen Zungenrand auf. Die Beschwerden nehmen in der Regel während des Tagesverlaufs zu. Während der Nahrungsaufnahme tritt meist Besserung ein. Geschmacksmissempfindungen und Mundtrockenheit sind häufige Begleitsymptome.

## Epidemiologie
Die Prävalenz der Erkrankung wird in der Literatur mit durchschnittlich 5 % angegeben. Der Anteil weiblicher Patienten überwiegt deutlich. Typischerweise beginnt das Zungenbrennen erst nach dem 40. Lebensjahr.

## Diagnose
Zungen- und Mundschleimhautbrennen gilt als Ausschlussdiagnose und kann auf lokale pathologische Prozesse, systematische Erkrankungen sowie auf Nebenwirkungen auf Medikamente hinweisen. Es kann Symptom folgender Erkrankungen sein oder mit diesen Erkrankungen zusammen auftreten:
- Reaktion auf Zahnersatz oder Zahnkaries, schlecht sitzende Zahnprothesen
- Infektionen durch Candida albicans oder Herpes-simplex-Viren
- Erkrankungen der Speicheldrüsen mit Mundtrockenheit, Sjögren-Syndrom
- Magensäurereflux
- Nebenwirkung von Arzneimitteln wie ACE-Hemmern oder trizyklischen Antidepressiva
- Nebenwirkung einer Strahlenbehandlung von Kopf-Hals-Tumoren
- Mangelzustände wie Vitamin-B12-, Nicotinamid- und Folsäure-Mangel, Eisenmangel (siehe Zöliakie oder Möller-Hunter-Glossitis)
- Stoffwechselerkrankungen wie Hypothyreose oder Leberzirrhose
- Hormonstörungen, insbesondere Östrogenmangel
- psychische Ursachen wie lavierte Depression, Karzinophobie

## Behandlung
Die Behandlung richtet sich nach den Ursachen.
- Kognitive Verhaltenstherapie, ggf. psychotherapeutische Untersuchung
- Zahnsanierung
- Medikamentöse Behandlung mit Alpha-Liponsäure oder Lokalbehandlung mit dem Antiepilepsiemittel Clonazepam (Tablette drei Minuten im Mund belassen und dann ausspucken)
- Antidepressiva
- Hormonersatz nach der Menopause

Die Erfolge von Medikamentenbehandlungen sind teilweise nicht gesichert. Ungezielte Behandlungsversuche mit Mundspüllösungen sollten vermieden werden.
Ob es Beziehungen zum „orofazialen Schmerzsyndrom“ gibt, ist noch unbekannt. Ein Hinweis ist aber der, dass bei der „atypischen Trigeminusneuralgie“  im Zahn-Mund-Kieferbereich heute üblicherweise als Behandlung der ersten Wahl Antiepileptika wie z. B. Carbamazepin zum Einsatz kommen. Die Tatsache, dass zentralnervös eingreifende Substanzen eine entscheidende Verbesserung der Kieferschmerzen bewirken, deutet darauf hin, dass aus unbekannten Gründen die Erregungsleitung der betroffenen Patienten gestört ist. Bis heute ist aber noch nicht einmal klar, ob das peripher und zentral geschieht.